# АЭС Широн Харрис
АЭС Широн Харрис (англ. Shearon Harris Nuclear Power Plant) — действующая атомная электростанция на юго-востоке США.
Станция расположена на берегу озера Харрис в округе Уэйк штата Северная Каролина, в 30 км на юго-запад от города Роли.

## Информация об энергоблоках
| Энергоблок     | Тип реакторов         | Мощность | Мощность | Начало строительства | Физпуск    | Подключение к сети | Ввод в эксплуатацию | Закрытие |
| Энергоблок     | Тип реакторов         | Чистый   | Брутто   | Начало строительства | Физпуск    | Подключение к сети | Ввод в эксплуатацию | Закрытие |
| -------------- | --------------------- | -------- | -------- | -------------------- | ---------- | ------------------ | ------------------- | -------- |
| Широн Харрис-1 | PWR,W (3-loop) DRYAMB | 928 МВт  | 960 МВт  | 28.01.1978           | 03.01.1987 | 19.01.1987         | 02.05.1987          | —        |